# Uljna peć
Uljna peć se loži lakim loživim uljem (mazut). Iz spremnika (rezervoara) teče ulje slobodnim padom do nivo-posude s plovkom, gdje se održava stalna (konstantna) razina ulja. Odatle ulje struji kroz regulacijski ventil u komoru za izgaranje. Nakon paljenja, zbog djelovanja topline plamena, ulje ispari, miješa se sa zrakom, koji se dovodi kroz otvore u posudu gorionika, te izgara. Nastali plinovi izgaranja prolaze kroz komoru gorionika oko izmjenjivača topline ili izravno uz vanjski plašt peći u odvodni vod plina i u dimnjak. Ugrijane površine predaju toplinu zraku prostorije pretežno konvekcijom (strujanjem), a samo djelomice toplinskim zračenjem.

## Dijelovi
Uljne se peći izvode s toplinskim učinom od 15 do 80 MJ/h, a rade sa stupnjem iskoristivosti od oko 70%. Kao gorivo upotrebljavaju se samo lakohlapljiva ulja s viskozitetom 1,5 °E i s vrelištem od 180 do 360 °C. Pale se električki užarenom spiralom, odnosno visokonaponskom električnom iskrom.

### Spremnik ulja
Spremnik ulja sadrži obično od 10 do 15 litara, a smješten je iza peći ili unutar oplate. Za više peći može se predvidjeti zajednički spremnik za cijelu zgradu. Ulje se tlači pomoću crpke (pumpe) do novo posude pojedinih peći.

### Komora za izgaranje
Komora za izgaranje (gorionik uljne peći) obično je izveden u obliku lonca (ponekad u obliku korita) od čeličnog lima postojanog na visokoj temperaturi, s mnogo rupica za dovod zraka po obodu. Promjer komore je od 100 do 300 mm. Unutar komore za izgaranje postavljeni su posebni prstenovi gorionika za stabilizaciju plamena. Gornji prsten usmjerava dovedenu struju zraka do sredine plamena, čime se postiže potpunije izgaranje. Donji prsten osigurava da dno komore ostaje dovoljno toplo. Dodavanjem trećeg, srednjeg prstena s prikladnim rasporedom otvora za zrak u stijeni komore gorionika moguće je postići ugodan plavi plamen umjesto crvenožutog plamena.  

### Regulator ulja
Regulator ulja održava konstantnu razinu ulja, regulira učin grijanja i sprečava prelijevanje ulja. 

### Dimnjak
Potrebni uzgon u dimnjaku jest od 10 do 30 Pa, već prema učinu peći. Gorionici su veoma osjetljivi kako na premali tako i na preveliki uzgon. Za peći s većim toplinskim učinom nije dovoljan prirodan propuh, pa je potrebno ugraditi ventilator za dovod zraka. Regulacijom dovoda goriva i zraka može se učin peći regulirati u omjeru 1:3 do 1:5.

## Uljni radijator ili radijatorska peć
Uljni radijatori ili radijatorske peći imaju okućje slično radijatorima za centralno grijanje, a ugrađeni su i kotači kako bi se mogle premještati iz jedne prostorije u drugu. U njihova okućja ugrađeni su cijevni grijači snage od 1,5 do 2,5 kW, koji se mogu uklopiti djelomično ili u cjelini s pomoću preklopnika. Okućje je napunjeno uljem ili vodom. Prednost se daje ulju jer zbog više točke vrenja može spremiti (akumulirati) više topline i manje se isparava. Stalnu unaprijed namještenu temperaturu održava termostat. Takve peći prenose 20% topline zračenjem a 80% konvekcijom. 
Ponekad se takvi grijači ugrađuju u posebno za tu svrhu prilagođene radijatore postojećeg centralnog grijanja i služe za dodatno grijanje, prvenstveno u prelaznom razdoblju.